# The River (Album)
The River ist das fünfte Studioalbum des US-amerikanischen Rockmusikers Bruce Springsteen aus dem Jahr 1980, das er mit der E Street Band aufnahm.

## Entstehung und Veröffentlichung
Die Erstveröffentlichung von The River erfolgte am 10. Oktober 1980 bei CBS Records. Das Album erschien in seiner Originalausführung als Doppel-LP mit 20 Titeln (Katalognummer: PC2 36854). Im Januar 1988 erschien es erstmals als CD-Ausführung (Katalognummer: C2K 36854). Am 13. August 2010 erschien The River mit sechs weiteren Alben Springsteens auf dem CD-Box-Set The Collection 1973 – 84 (Katalognummer: 88697747712).
Getextet, komponiert und produziert wurden alle Lieder vom Interpreten selbst. Bei der Produktion erhielt Springsteen Unterstützung durch Jon Landau und Steven Van Zandt.
Dem Album folgte eine längere Tournee durch Amerika und Westeuropa. Einige Nummern des Albums wurden erstmals auf Tournee gespielt und blieben Fixpunkte in jeder Setlist (Cadillac Ranch, Ramrod, Out in the Street, Two Hearts).

## Inhalt
Das Album enthält Titel, die beim vorherigen Album Darkness on the Edge of Town nicht berücksichtigt wurden (Independence Day, Point Blank, The Ties That Bind, Ramrod und Sherry Darling).
Neben Titeln, die Probleme der Arbeiterklasse in den 70er-Jahren des vorigen Jahrhunderts thematisieren (“I got a job working construction for the Johnstown Company; But lately there ain’t been much work on account of the economy; Now all them things that seemed so important; Well mister they vanished right into the air” – „Ich bekam einen Job in der Johnstown Company, aber schließlich gab es nicht mehr viel Arbeit wegen der Wirtschaft und alle Dinge, die wichtig waren, lösten sich in Luft auf“ – aus The River), gibt es auch Songs, die leicht und manchmal humorvoll sind (“Now don’t you call James Bond or Secret Agent Man Cause they can’t do it, like I can I’m a rocker, baby” – „Nenn mich nicht James Bond oder Geheimagent, denn die können es nicht so wie ich es kann, ich bin ein Rocker“ – aus I’m a rocker).

“Rock and roll has always been this joy, this certain happiness that is in its way the most beautiful thing in life. But rock is also about hardness and coldness and being alone ... I finally got to the place where I realized life had paradoxes, a lot of them, and you’ve got to live with them.”

„Rock and Roll war immer über die Freude, dieses Glück und in gewisser Weise ist er das Schönste im Leben. Aber Rock ist auch über Härte, Kälte und Alleinsein ... Ich kam schließlich zur Erkenntnis, dass das Leben Paradoxe zeigt, eine Menge von ihnen, und du musst damit leben.“

Der Song Point Blank erhielt den Titel nach einem Film aus dem Jahr 1967 mit Lee Marvin in der Hauptrolle. Drive All Night und Stolen Car spielten eine wichtige Rolle im Soundtrack des Filmes Cop Land (1997). Drive All Night und Out In The Street sind zudem Teil des Soundtracks des Films Die Liebe in mir (2007), in dem auch das Album selbst mehrere Male erwähnt wird.

## Titelliste
| Seite A 1. The Ties That Bind – 3:34 2. Sherry Darling – 4:03 3. Jackson Cage – 3:04 4. Two Hearts – 2:45 5. Independence Day – 4:50 Seite B 1. Hungry Heart – 3:19 2. Out in the Street – 4:17 3. Crush on You – 3:10 4. You Can Look (But You Better Not Touch) – 2:37 5. I Wanna Marry You – 3:30 6. The River – 5:01 Seite C 1. Point Blank – 6:06 2. Cadillac Ranch – 3:03 3. I’m a Rocker – 3:36 4. Fade Away – 4:46 5. Stolen Car – 3:54 Seite D 1. Ramrod – 4:05 2. The Price You Pay – 5:29 3. Drive All Night – 8:33 4. Wreck on the Highway – 3:54 | CD 1 1. The Ties That Bind – 3:34 2. Sherry Darling – 4:03 3. Jackson Cage – 3:04 4. Two Hearts – 2:46 5. Independence Day – 4:50 6. Hungry Heart – 3:19 7. Out in the Street – 4:17 8. Crush on You – 3:11 9. You Can Look (But You Better Not Touch) – 2:37 10. I Wanna Marry You – 3:30 11. The River – 5:01 CD 2 1. Point Blank – 6:06 2. Cadillac Ranch – 3:03 3. I’m a Rocker – 3:36 4. Fade Away – 4:46 5. Stolen Car – 3:54 6. Ramrod – 4:05 7. The Price You Pay – 5:29 8. Drive All Night – 8:33 9. Wreck on the Highway – 3:53 |

## Rezeption

### Rezensionen
- Q (12/94, S. 170) – 3 Sterne – Gut – “... may yet prove to be the greatest evocation of Springsteen’s vision, laden as equally with childhood memories and first sex as with life’s current disillusions ... [the title track is] impossibly beautiful ...” („... erweist sich als die größte Beschwörung von Springsteens Vision, geladen gleichermaßen mit Kindheitserinnerungen, erstem Sex und der Disillusionierung, die das Leben bringt ... [Die Titelnummer ist] unvorstellbar schön ...“)
- CMJ (15. November 1999, S. 24) – “... The River’s got cars, girls, sex, unemployment and alcohol; when you’ve got a hot band behind you, making all that stuff resonate, well, brother, that’s called rock ’n’ roll.” („... The River hat Autos, Mädchen, Sex, Arbeitslosigkeit und Alkohol; wenn du eine Band hinter dir hast, die das ganze Zeug mitschwingen lässt, ja Bruder, das wird Rock ’n’ Roll genannt.“)
- CD Universe: “... show Springsteen not just as a magnetic showman, but as a pensive, literate songwriter.” („... zeigt, dass Springsteen nicht nur ein faszinierender Showmann ist, sondern auch ein nachdenklicher, gebildeter Songschreiber.“)
- CD Universe: “Only Springsteen could have got away with releasing a double album with 19 tracks of what was basically the same song. Such was his standing that he did, and it worked like a dream. Almost all the tracks hit you in the stomach ...” („Nur Springsteen konnte es sich erlauben, ein Doppelalbum mit 19 Stücken herauszubringen, die im Grunde derselbe Song waren. So verkaufte er sich und es funktionierte wie ein Traum. Fast alle Stücke gehen unter die Haut ...“)[7]

### Bestenlisten
Vom Rolling Stone Magazine wurde das Album in die Liste der 100 besten Alben der Achtziger auf Platz 86 aufgenommen (1989). 2003 setzte das Magazin das Album auf Platz 250 der 500 besten Alben aller Zeiten.

## Singleauskopplungen
| Jahr | Titel        | Höchstplatzierung, Gesamtwochen/‑monate, AuszeichnungChartplatzierungen (Jahr, Titel, , Platzierungen, Wochen/Monate, Auszeichnungen, Anmerkungen) | Höchstplatzierung, Gesamtwochen/‑monate, AuszeichnungChartplatzierungen (Jahr, Titel, , Platzierungen, Wochen/Monate, Auszeichnungen, Anmerkungen) | Höchstplatzierung, Gesamtwochen/‑monate, AuszeichnungChartplatzierungen (Jahr, Titel, , Platzierungen, Wochen/Monate, Auszeichnungen, Anmerkungen) | Höchstplatzierung, Gesamtwochen/‑monate, AuszeichnungChartplatzierungen (Jahr, Titel, , Platzierungen, Wochen/Monate, Auszeichnungen, Anmerkungen) | Höchstplatzierung, Gesamtwochen/‑monate, AuszeichnungChartplatzierungen (Jahr, Titel, , Platzierungen, Wochen/Monate, Auszeichnungen, Anmerkungen) | Anmerkungen                            |
| Jahr | Titel        | DE | AT | CH | UK | US | Anmerkungen                            |
| ---- | ------------ | --- | --- | --- | --- | --- | -------------------------------------- |
| 1980 | Hungry Heart | DE62 (10 Wo.)DE | AT11 (1½ Mt.)AT | — | UK28 Silber · (7 Wo.)UK | US5 Gold · (18 Wo.)US | Erstveröffentlichung: 21. Oktober 1980 |
| 1981 | Fade Away    | — | — | — | — | US20 (12 Wo.)US | Erstveröffentlichung: 22. Januar 1981  |
| 1981 | The River    | — | — | — | UK35 Silber · (6 Wo.)UK | US— GoldUS | Erstveröffentlichung: Mai 1981         |

## Kommerzieller Erfolg

### Chartplatzierungen
The River avancierte zum Nummer-eins-Album in Norwegen und den US-amerikanischen Billboard 200.
| ChartsChartplatzierungen       | Höchstplatzierung | Wochen |
| ------------------------------ | ----------------- | ------ |
| Deutschland (GfK)              | 31 (12 Wo.)       | 12     |
| Schweiz (IFPI)                 | 36 (2 Wo.)        | 2      |
| Vereinigte Staaten (Billboard) | 1 (110 Wo.)       | 110    |
| Vereinigtes Königreich (OCC)   | 2 (89 Wo.)        | 89     |

### Auszeichnungen für Musikverkäufe
| Land/Region                  | Auszeichnungen für Musikverkäufe (Land/Region, Auszeichnung, Verkäufe) | Verkäufe  |
| ---------------------------- | ---------------------------------------------------------------------- | --------- |
| Australien (ARIA)            | 3× Platin                                                              | 210.000   |
| Dänemark (IFPI)              | Gold                                                                   | 10.000    |
| Deutschland (BVMI)           | Gold                                                                   | 250.000   |
| Finnland (IFPI)              | Gold                                                                   | 25.000    |
| Frankreich (SNEP)            | 2× Gold                                                                | 200.000   |
| Italien (FIMI)               | Gold                                                                   | 25.000    |
| Kanada (MC)                  | 2× Platin                                                              | 200.000   |
| Neuseeland (RMNZ)            | 2× Platin                                                              | 40.000    |
| Niederlande (NVPI)           | Gold                                                                   | 50.000    |
| Schweden (IFPI)              | Gold                                                                   | 50.000    |
| Vereinigte Staaten (RIAA)    | 5× Platin                                                              | 5.000.000 |
| Vereinigtes Königreich (BPI) | Platin                                                                 | 300.000   |
| Insgesamt                    | 8× Gold · 13× Platin ·                                                 | 6.360.000 |

Hauptartikel: Bruce Springsteen/Auszeichnungen für Musikverkäufe